# Rimmel
Pour les articles homonymes, voir Rimmel (homonymie).
Rimmel est une marque de produits cosmétiques créée en 1880 à Londres par le Franco-Britannique Eugène Rimmel à la suite de la fondation par son père en 1844 d'une boutique appelée la « Chambre de Rimmel ».

## Histoire
En 1880, Eugène Rimmel présente le premier produit de maquillage non toxique : le mascara, un produit permettant de surligner les yeux en colorant les cils, ce qui leur donne plus de longueur apparente. Il est devenu si populaire avec le temps que le terme « Rimmel » est à ce jour également employé pour désigner le mascara dans plusieurs langues, notamment en français et en italien. 
Rimmel resta une maison familiale jusqu'en 1949. Désormais vendus sous la licence « Rimmel London », les produits de la marque appartiennent au groupe multinational américain d’origine française Coty.  
En 2016, Rimmel lance une nouvelle application baptisée « Get the Look ». Après Kate Moss, Georgia May Jagger ou encore Rita Ora, la marque choisit Cara Delevingne comme sa nouvelle égérie.
En 2017, Lewys Ball, un youtubeur de 17 ans, rejoint la liste des égéries de Rimmel,. La même année, la marque nomme également le make-up artist (artiste maquillage) James Molloy comme son ambassadeur de maquillage à l'échelle internationale.